# George Wythe Randolph

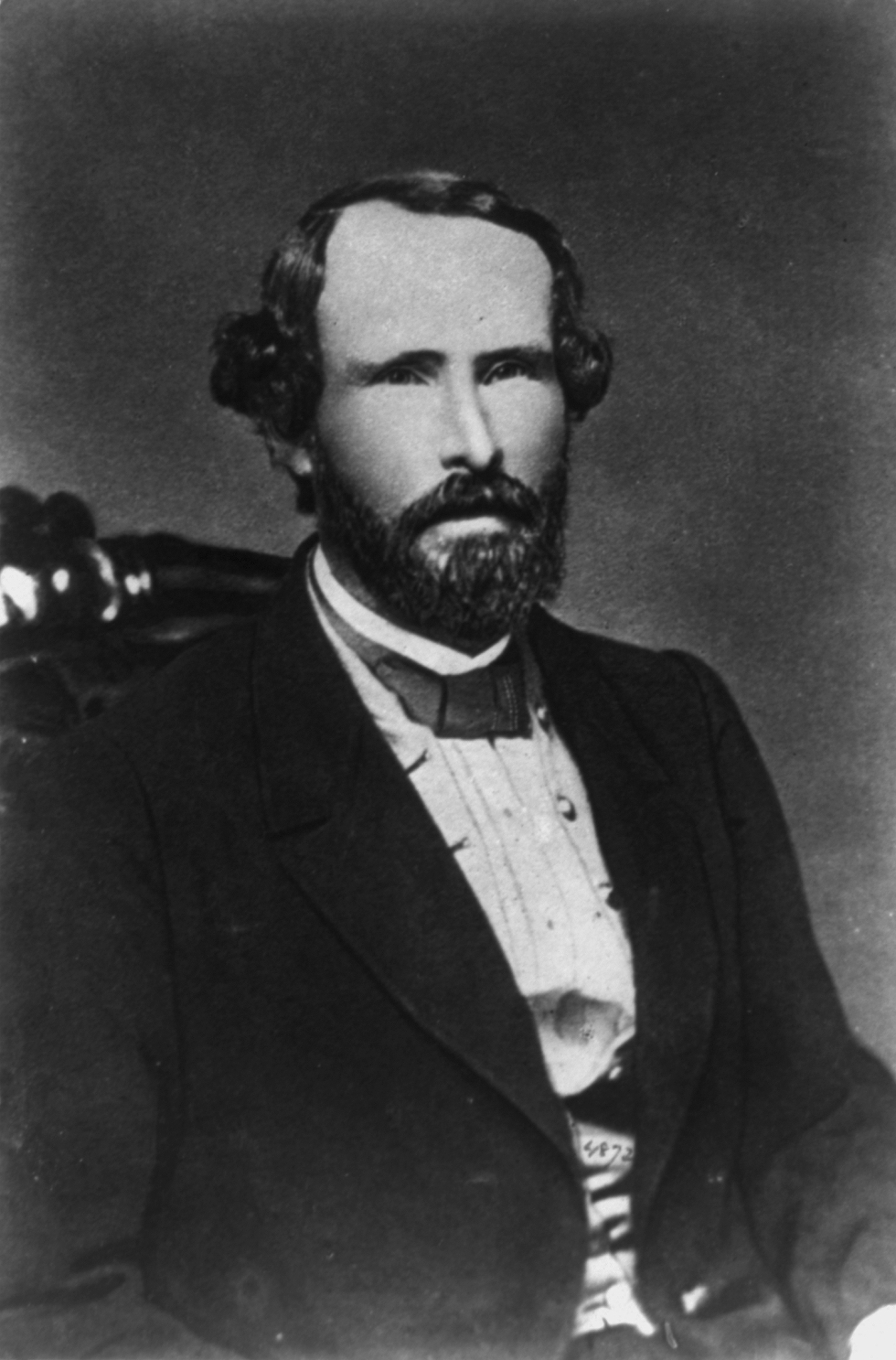
George Wythe Randolph

George Wythe Randolph (* 10. März 1818 auf Monticello bei Charlottesville, Virginia; † 3. April 1867 auf „Edge Hill“ bei Charlottesville) war Anwalt, Brigadegeneral im konföderierten Heer und Kriegsminister der Konföderierten Staaten.

## Herkunft und Familie
Randolph war der jüngste Sohn des von 1819 bis 1822 amtierenden Gouverneurs von Virginia, Thomas Mann Randolph, und dessen Ehefrau Martha, Tochter des 3. US-Präsidenten Thomas Jefferson.
Die Angehörigen der Familie Randolph waren Nachkommen der Algonkin Pocahontas und ihrem britischen Ehemann John Rolfe. Sie gehörten seit der Unabhängigkeit (1776) zum politischen Establishment der Vereinigten Staaten von Amerika. Edmund Randolph war der erste Justizminister unter Präsident George Washington.
Randolph heiratete 1852 Mary E. (Adams) Pope (1830–1871), die ihre zweite Ehe schloss. Die Ehe blieb kinderlos.

## Leben und Wirken

### Werdegang bis 1860
George W. Randolph war von 1831 bis 1836 Seekadett in der US Navy und besuchte von 1837 bis 1839 die Universität von Virginia, um Jura zu studieren. Er begann nach erfolgreichem Abschluss und der Zulassung zum Anwalt in Richmond, Virginia zu praktizieren, wo er bald aufgrund seines exzellenten fachlichen Könnens geschätzt wurde. Politisch sympathisierte Randolph mit den Sezessionisten, er wirkte allerdings bis zum Beginn der Sezessionskrise nicht aktiv für deren Ziele.

### Sezessionskrieg
Der erfolgreiche Anwalt stimmte 1861 auf der Staatsversammlung von Virginia für die Sezession und trat zu Beginn des Amerikanischen Bürgerkrieges von seinem Mandat in der Staatsversammlung zurück, um in das konföderierte Heer einzutreten. Während des Krieges diente Randolph als Major mit der von ihm aufgestellten Richmond-Haubitzen-Batterie (Richmond Howitzers) unter dem Kommando von General Magruder. Während des Gefechts bei Big Bethel am 10. Juni 1861 führte er als Oberst die Artillerie des linken Flügels der Nord-Virginia-Armee.
Am 12. Februar 1862 zum Brigadegeneral befördert erhielt er den Auftrag, Suffolk, Virginia zu verteidigen. Der konföderierte Präsident Jefferson Davis ernannte ihn am 18. März 1862 zum Kriegsminister. Seine Hauptaufgaben waren die Versorgung, Ausrüstung und den Transport des Heeres sicherzustellen. Gleichzeitig war er für die Rekrutierung zuständig. Hinzu kam, dass er die Befindlichkeiten der Generale, Abgeordneten und des Präsidenten koordinieren musste. Randolph dachte strategisch und bestand darauf, die westlichen und südlichen Landesteile zu stärken. Er war davon überzeugt, dass die Konföderation ohne den Besitz der Häfen die Gebiete nicht halten könnte. Gemeinsam mit dem Präsidenten plante er einen Feldzug, um New Orleans, Louisiana zurückzuerobern. Es blieb jedoch bei dem Plan. Des Weiteren befürwortete er auch ein strengeres Einberufungsgesetz und einen Plan zur Dezentralisierung des Heeres.
Randolph erkrankte während seiner Amtszeit an Tuberkulose. Da sein Plan für die Verteidigung des Westens, trotz Befürwortung des Generals Josiah Gorgas, abgelehnt wurde, trat er am 15. November 1862 von der Leitung des Kriegsministeriums zurück. Kurze Zeit später trat er wegen seiner Erkrankung aus dem Heer aus. Gemeinsam mit seiner Frau schlüpfte Randolph durch die Blockadelinie der US-Marine und verbrachte den Rest des Krieges in England und Frankreich, um dort seine Krankheit auszukurieren.

### Nachkriegszeit
George Wythe Randolph kehrte im September 1866 als kranker Mann nach Virginia zurück und starb an den Folgen der nicht auskurierten Lungenentzündung am 3. April 1867 auf „Edge Hill“ bei Charlottesville, Virginia. Er wurde im Familiengrab der Familie Jefferson auf Monticello beerdigt.